# 菊地霊鷲
菊池 霊鷲（きくち りょうじゅ、1908年 - 2001年）は、富山県大門町新町出身の宗教家。仏眼宗の開祖である。

## 経歴
大門町新町真宗大谷派誓光寺住職菊池令雄の次女として出生する。大正9年（1920年）、経済的援助を受けるため叔母・朝直枝の嫁ぎ先、北海道余市町の真宗大谷派報恩寺に寄宿し、叔母の尽力により小樽高等女学校を卒業する。その後、富山と北海道を来復し、その折報恩寺の檀家へ異端の教えを布教したことにより、住職朝順慧に布教活動を禁止された。その後、同町沢町の本願寺派乗念寺住職と懇意になり、その縁で西本願寺にて得度する。
『新宗教事典』（弘文堂）によると「北見温根湯照恵寺で著作執筆」となっているが、「照恵寺」は報恩寺の当時北見出張所であり、長期にわたる滞在・利用を許可したとは想定できない。
主な著作に、私小説的な宗教書「舟を岸につなぎなさい」、私小説的宗教書「慧日」がある。後年、通称「太母」（たも）さん。

## 著書
- 「舟を岸につなぎなさい」
- 「仏眼宗序説」
- 「慧日」

## 主な活動歴
- 昭和4年（1929年） 西本願寺で得度
- 昭和5年（1930年） 本願寺布教師として活動し、数年後から鎌倉を拠点とする。
- 昭和26年（1951年） 神奈川県に宗教法人として届出
- 昭和31年（1956年） 早稲田大学大隈講堂で講演

## 参考図書
- 『新宗教辞典』弘文堂